# Русский Ревізіонный Союз
Русский Ревізіонный Союз — централя москвофільських кооперативів у Галичині, заснована 1908 року, об'єднувала у 1914 — 106, а у 1939 — близько 250 кооперативів (відповідні числа для українських кооперативів: РСУК — 909 і 3455).